# Dmitriy Tarabin
Dmitriy Tarabin (né le 29 octobre 1991 à Berlin, en Allemagne) est un athlète moldave naturalisé russe en 2009, spécialiste du lancer du javelot. Il est l'époux de Mariya Abakumova.

## Biographie
Né à Berlin en 1991, de nationalité moldave, il obtient la naturalisation russe en 2009. Il se distingue dès l'année suivante en se classant troisième des Championnats du monde juniors 2010 de Moncton avec un lancer à 76,42 m, derrière l'Allemand Till Wöschler et le Japonais Genki Dean.
Il améliore son record personnel à Yerino en juin 2011 en atteignant la marque de 85,10 m, réalisant ainsi les minima pour les championnats du monde de Daegu où il se classera dixième de la finale avec un lancer à 79,06 m. Quelques jours plus tard, il s'adjuge la médaille de bronze des championnats d'Europe espoirs d'Ostrava avec 83,18 m.
À l'automne 2012, il épouse la lanceuse de javelot Mariya Abakumova.
En juin 2013, lors des championnats d'Europe d'athlétisme par équipes organisés à Gateshead, il bat son record personnel, avec un lancer à 85,99 m. Puis, début juillet à Kazan en Russie, il devient champion du monde universitaire avec la marque de 83,11 m, devant Robert Oosthuizen et Fatih Avan. Le 24 juillet, lors des Championnats de Russie, à Moscou, il porte son record personnel à 88,84 m, réalisant à cette occasion la meilleure performance au javelot depuis la saison 2011.

## Palmarès
| Date | Compétition                          | Lieu             | Résultat | Marque  |
| ---- | ------------------------------------ | ---------------- | -------- | ------- |
| 2010 | Championnats du monde juniors        | Moncton          | 3e       | 76,42 m |
| 2011 | Championnats d'Europe espoirs        | Ostrava          | 3e       | 83,18 m |
| 2011 | Championnats du monde                | Daegu            | 10e      | 79,06 m |
| 2012 | Coupe d'Europe hivernale des lancers | Bar              | 2e       | 79,94 m |
| 2013 | Championnats d'Europe par équipes    | Gateshead        | 1er      | 85,99 m |
| 2013 | Universiade                          | Kazan            | 1er      | 83,11 m |
| 2013 | Championnats du monde                | Moscou           | 3e       | 86,23 m |
| 2013 | Ligue de diamant                     | Ligue de diamant | 5e       | détails |
| 2014 | Championnats d'Europe par équipes    | Brunswick        | 2e       | 83,40 m |
| 2014 | Championnats d'Europe                | Zurich           | 5e       | 81,24 m |

### Records
| Épreuve           | Performance | Lieu   | Date            |
| ----------------- | ----------- | ------ | --------------- |
| Lancer du javelot | 88,84 m     | Moscou | 24 juillet 2013 |